# Brasil nos Jogos Olímpicos de Verão de 1984
O Brasil competiu nos Jogos Olímpicos de Verão de 1984 em Los Angeles, nos Estados Unidos da América. Foi a 14ª participação do Brasil em Olimpíadas de verão.
O brasiliense Joaquim Cruz foi o grande destaque na prova dos 800m. Deixando para traz Sebastian Coe, Joaquim cruzou a linha de chegada em 1min43s, estabelecendo um novo recorde olímpico, que só seria derrubado em Atlanta 1996, pelo norueguês Vebjoern Rodal (1min42s58).
Com uma medalha de ouro, cindo de prata, duas de bronze e oito no total, foi o maior número total de medalhas conquistadas pelo país até então.

## Modalidades

### Coletivos
Embora o Brasil não tenha, em Los Angeles, superado o recorde de duas medalhas de ouro conquistas em Moscou 1980, na vela, o Brasil conseguiu o maior número de pódios de sua história olímpica. No futebol, a Seleção masculina avançou à final, mas caiu diante da França, por 2 a 0, ficando, assim, com a medalha de prata com um time que tinha, entre outros, o goleiro Gilmar, Dunga e Mauro Galvão.
O time de vôlei liderado pelo levantador William e que tinha no elenco nomes como Bernard, Renan, Montanaro, Xandó, Amauri, Bernardinho e Marcus Vinícius. Na primeira fase, o Brasil não teve problemas para superar o time dos Estados Unidos, que tinha no elenco o lendário Charles “Karch” Kiraly. Os brasileiros venceram por 3 a 0, resultado que encerrou uma campanha de 24 vitórias seguidas dos norte-americanos. As duas equipes avançaram à decisão e, então, foi a vez de, para desespero do Brasil, os rivais darem o troco. Os Estados Unidos devolveram os 3 a 0, e ficaram com o ouro.
A vela voltou a ter destaque com Daniel Adler, Ronaldo Senff e Torben Grael conquistando a prata na classe Soling. Foi a primeira conquista olímpica de Torben Grael, que conquistaria outros quatro pódios olímpicos, dois deles de ouro, e se tornaria, ao lado do também velejador Robert Scheidt, o mais vitorioso atleta olímpico brasileiro de todos os tempos, considerado um dos maiores nomes da vela da história.

### Individuais
Das piscinas, veio a prata de Ricardo Prado, nos 400m medley. E o judô fechou a conta, com a prata de Douglas Vieira, na categoria meio-pesado.
Douglas Vieira não foi o único judoca brasileiro a se destacar em Los Angeles. A modalidade foi a que mais conquistou pódios para o Brasil nos Estados Unidos, tendo sido responsável por mais dois bronzes, com Walter Carmona, na categoria médio, e com Luís Onmura, no peso leve.